# 王家坝镇
王家坝镇，是中华人民共和国安徽省阜阳市阜南县下辖的一个乡镇级行政单位。

## 行政区划
王家坝镇下辖以下地区：
和谐村、互助村、团结村、王家坝村、崔集村、李郢村和郎湾村。